# Gabriela Schlau-Cohen
Gabriela S. Schlau-Cohen est professeure associée en développement de carrière "Thomas D. et Virginia W. Cabot" au MIT au département de chimie.

## Formation et carrière
Schlau-Cohen obtient un BS avec mention en physique chimique de l'Université Brown en 2003. Elle termine son doctorat en chimie en 2011 à l'Université de Californie à Berkeley, où elle travaille avec Graham Fleming (en) en tant que membre de l'American Association of University Women (AAUW). De 2011 à 2014, Schlau-Cohen est boursière postdoctorale au Center for Molecular Analysis and Design (CMAD) à l'Université Stanford. Elle travaille avec William Moerner et Ed Solomon sur les mécanismes enzymatiques oxydatifs, en utilisant "la spectroscopie à molécule unique dépendante du temps et des mesures d'ensemble à l'état stationnaire pour étudier la cinétique du transfert d'électrons dans Fet3p, le MCO [ multi-copper oxydase ] responsable pour l'absorption du fer dans la levure.
En 2015, Schlau-Cohen rejoint la faculté du MIT en tant que professeure adjointe et est promue professeure associée le 1er juillet 2020. Son groupe de recherche au MIT, également connu sous le nom de Schlau-Cohen Lab, se situe à l'intersection de la chimie physique et biologique. Le laboratoire se concentre sur l'utilisation "d'une combinaison de spectroscopies à molécule unique et ultrarapide pour explorer la dynamique énergétique et structurelle des systèmes biologiques". L'équipe de Schlau-Cohen travaille à "développer et appliquer des outils pour découvrir les mécanismes conformationnels et photophysiques de la récolte de lumière photosynthétique et de sa régulation".
Schlau-Cohen est directrice associée du Bioinspired Light Escalated Chemistry Energy Frontier Research Center (BioLEC EFRC), membre du comité exécutif de la division APS de Laser Science et ambassadrice STEM pour l'Association américaine des femmes universitaires.